# 東京都道・神奈川県道19号町田調布線
東京都道・神奈川県道19号町田調布線（とうきょうとどう・かながわけんどう19ごう まちだちょうふせん）は、東京都町田市と調布市の国道20号を連絡する、都道および県道（主要地方道）である。その区間の多くは鶴川街道と呼ばれる。本線の矢野口交差点から下石原1丁目交差点間は多摩南北道路に位置づけられている都市計画道路調布保谷線に該当する。

## 概要
- 起点：東京都町田市大蔵町 東京都道18号府中町田線交点（井の花交差点）
- 終点：東京都調布市小島町1丁目 国道20号交点（小島町交差点）
- 都県道認定要件：主要地と高速自動車国道、国道又は前号各路線（道路法第七条一 - 四に示された都道府県道）とを連絡する道路（道路法第七条五）[要出典]
- 路線延長
  - 東京都区間：18,850 m（実延長、2016年4月1日現在）[1]
  - 神奈川県区間：1,796 m（実延長、2016年4月1日現在）[2]
- 面積
  - 東京都道：403,430 m2
  - 神奈川県道：21,443 m2

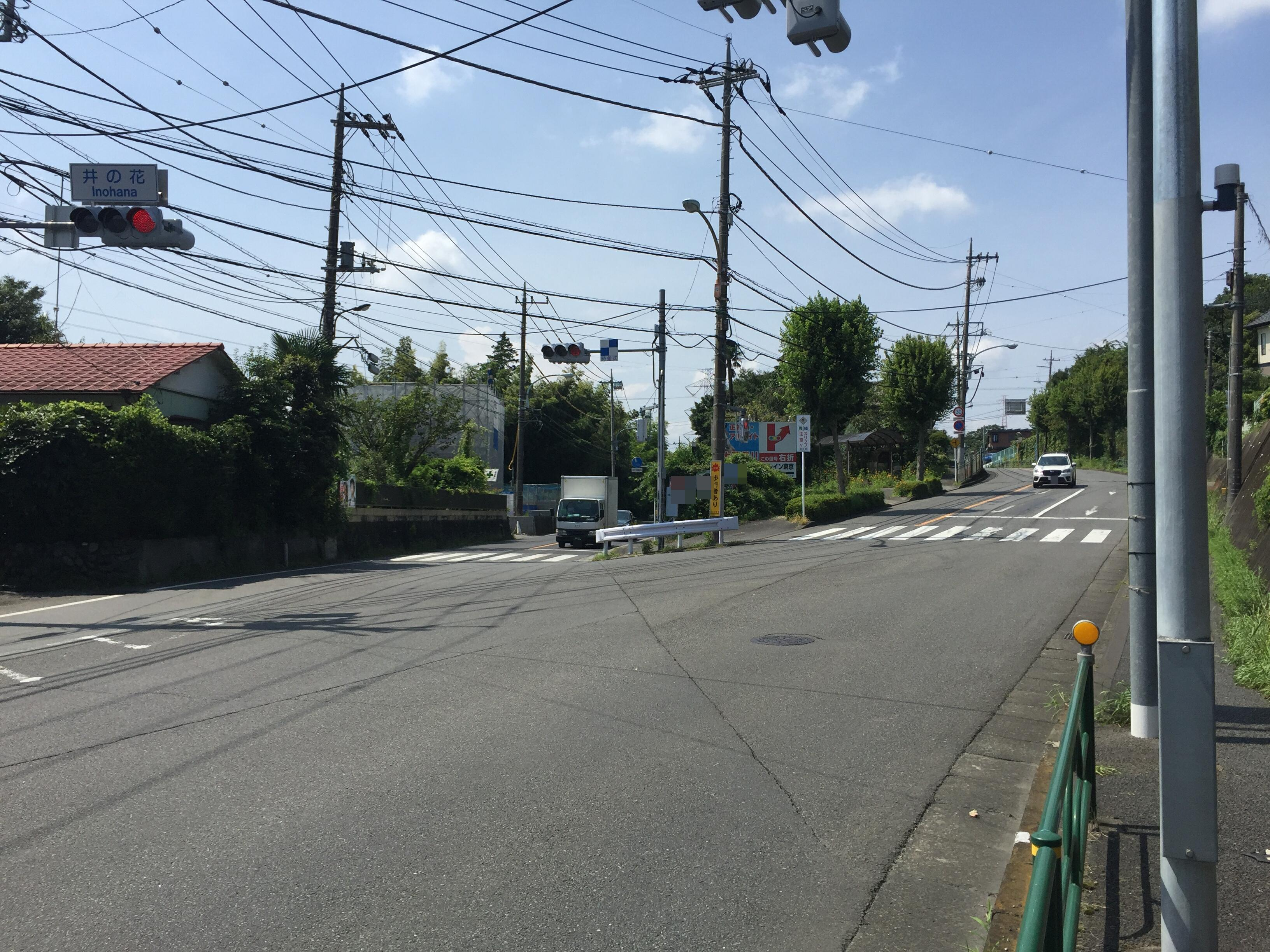
起点の井の花交差点（町田市大蔵町）右方向分岐が都道19号、直進は都道18号・多摩市方面
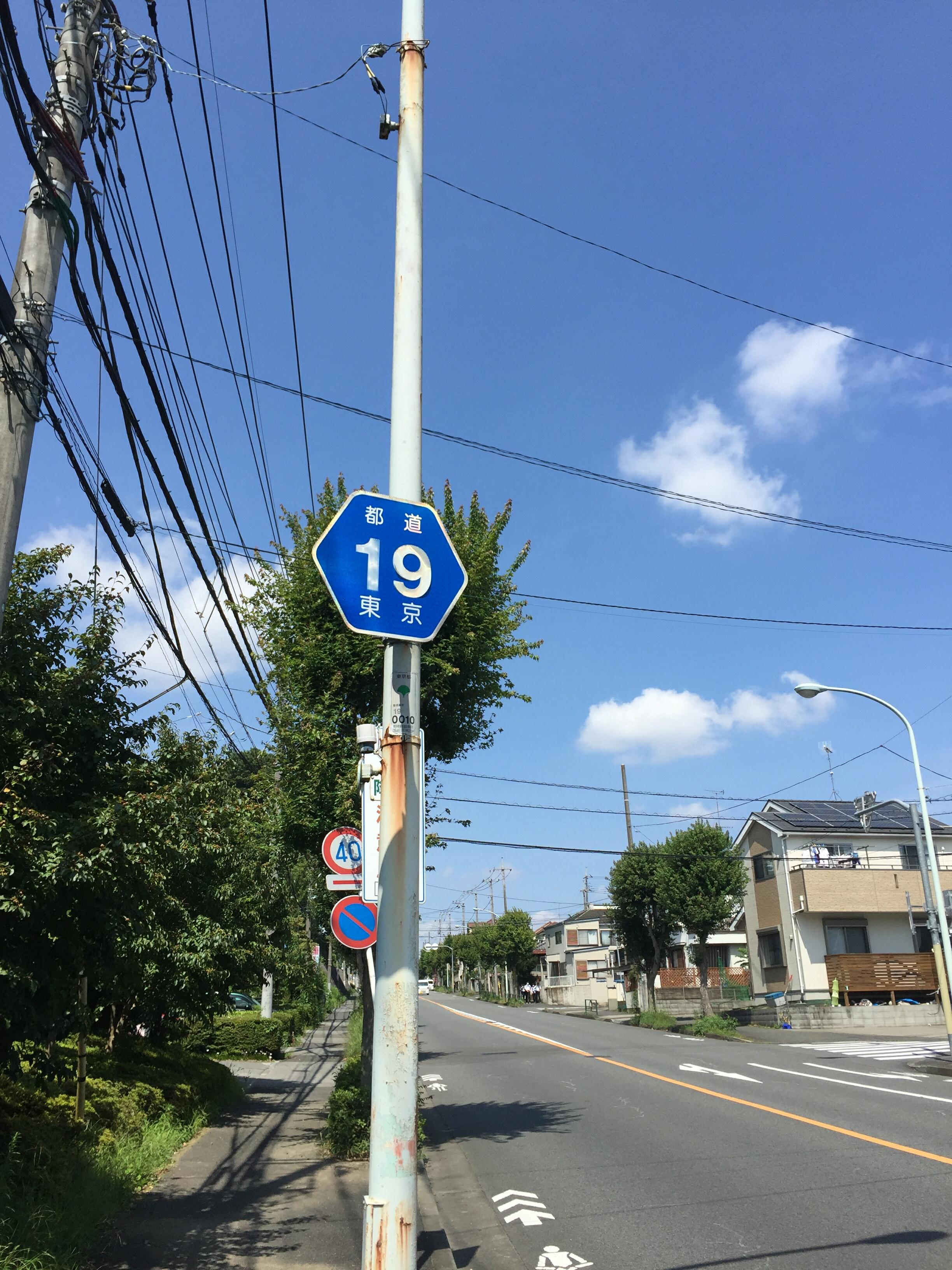
都道路線番号標識（町田市鶴川）

### 通称
- 鶴川街道 - 東京都の設定公告に従えば、鶴川街道は町田市中町 - 調布市下石原1丁目であるので、東京都道・神奈川県道3号世田谷町田線の一部、神奈川県道・東京都道137号上麻生連光寺線の一部、本道のうち真光寺十字路交差点 - 下石原1丁目交差点が該当する。
- 南多摩尾根幹線道路 - 多摩東公園交差点 - 稲城福祉センター入口交差点間
- 旧甲州街道 - 東京都道119号北浦上石原線重複区間

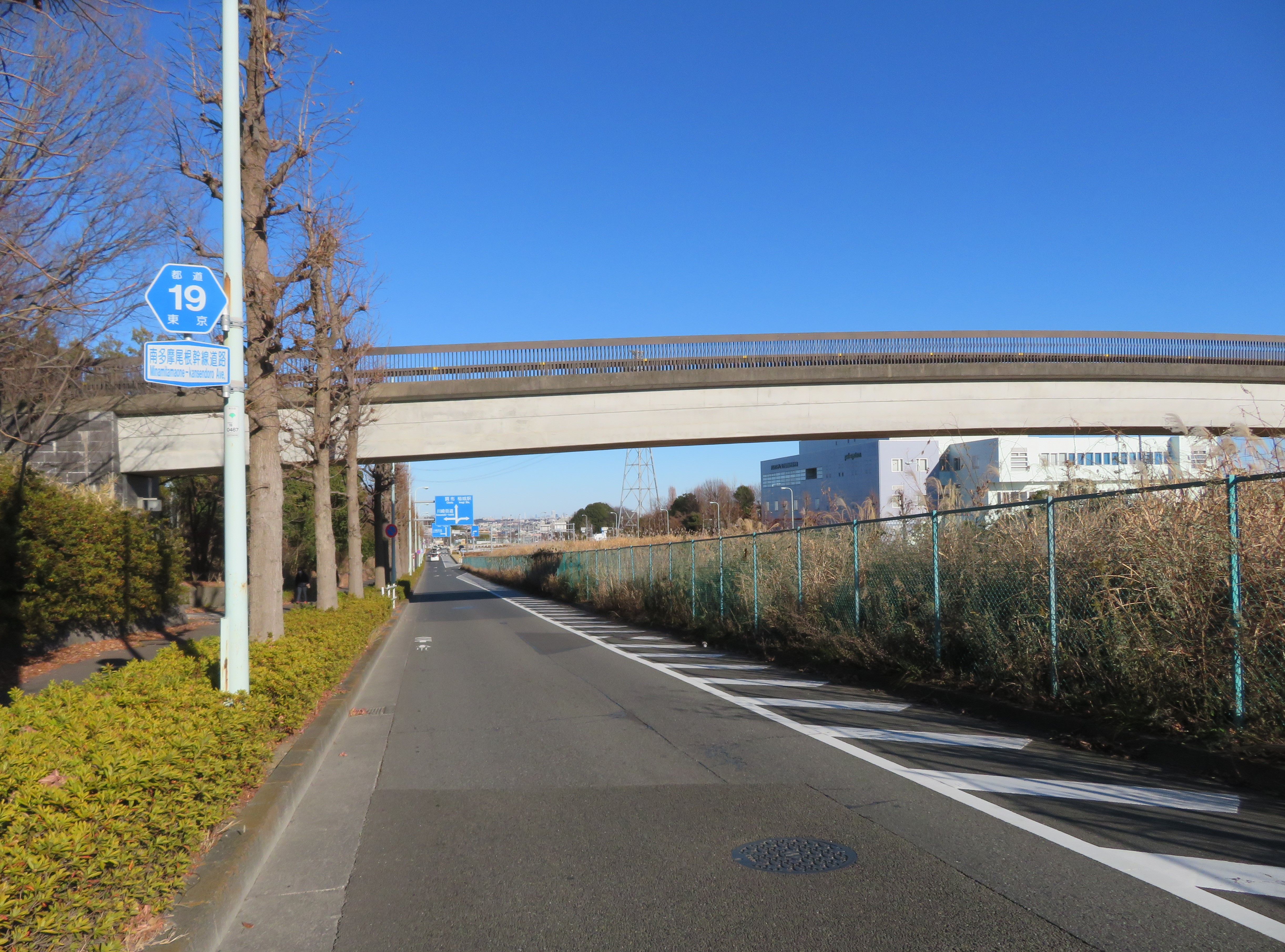
南多摩尾根幹線道路　稲城市向陽台3丁目付近

## 路線状況

### バイパス
- 稲城市若葉台・本線交点（若葉台入口交差点）
↓
- 多摩市聖ヶ丘5丁目・東京都道18号府中町田線バイパス交点（多摩東公園交差点）
↓南多摩尾根幹線道路
- 稲城市百村・向陽台公園通り交点（竪谷戸大橋交差点）
↓（約450 m）（2007年4月14日に開通[3]。）南多摩尾根幹線道路
- 稲城市百村・山崎通り交点（稲城一中南交差点）
↓（約100 m）南多摩尾根幹線道路
- 稲城市百村・本線交点（稲城福祉センター入口交差点）
↓（約200 m）鶴川街道 ※本線と重複
- 稲城市東長沼・本線交点（稲城市役所西交差点）
↓鶴川街道
- 稲城市矢野口・本線交点、川崎街道交点（矢野口交差点）

そのほか、調布市の多摩川原橋交差点付近で交差する多摩川沿いの道路のうち、交差点の東西数十メートルがこの路線の支線に指定されている。

### 重複区間
- 東京都道137号上麻生連光寺線（黒川交差点 - 若葉台駅南交差点）
- 東京都道119号北浦上石原線 - 下石原1丁目交差点 - 小島町1丁目交差点
- 東京都道12号調布田無線 - 小島町1丁目交差点 - 終点

### 橋梁
- 竪谷戸大橋（武蔵野南線）
- 多摩川原橋（多摩川）

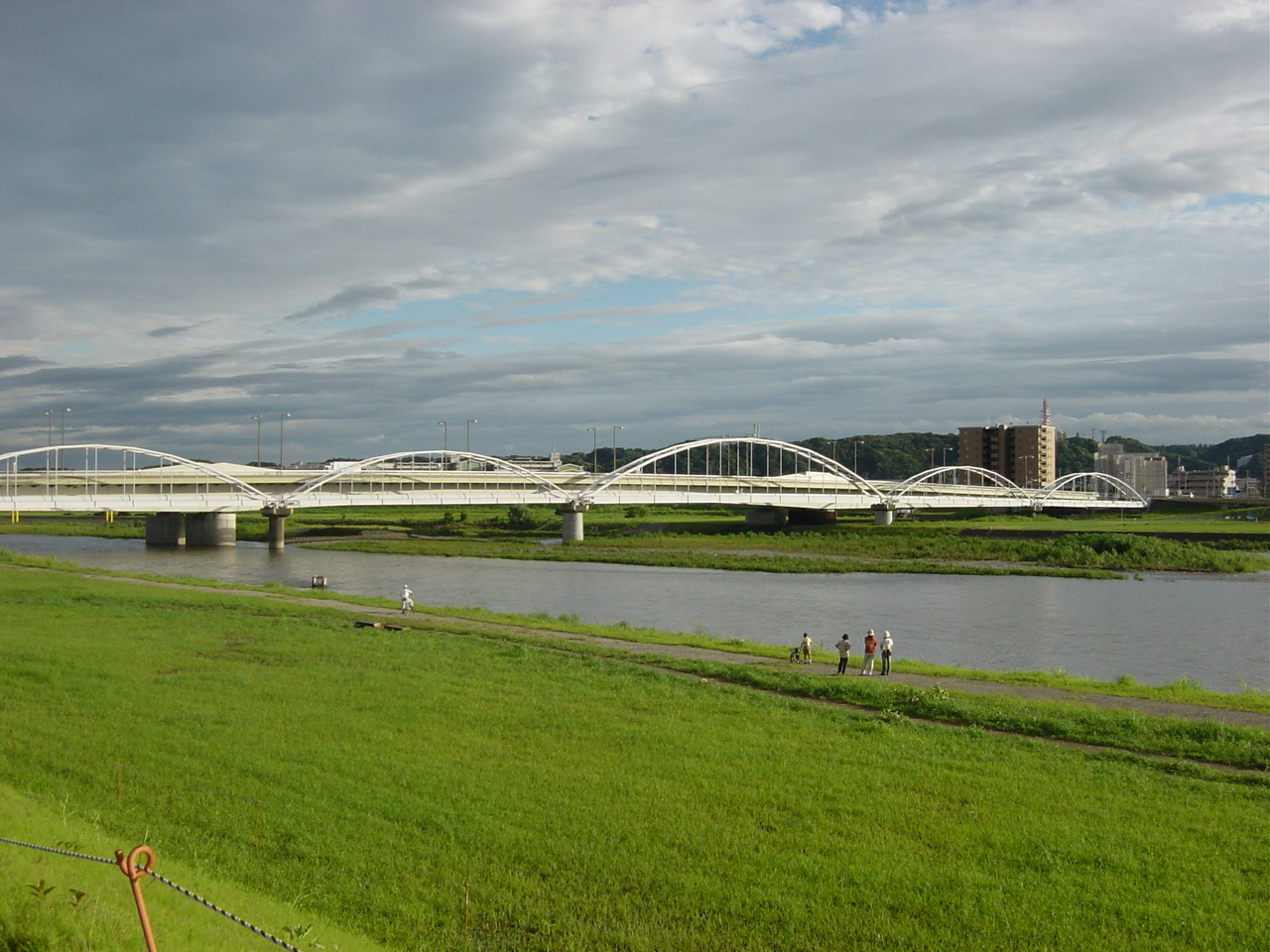
調布市と稲城市を結ぶ多摩川原橋

## 地理

### 交差する道路
- 東京都道18号府中町田線（鎌倉街道）：井の花交差点
- 東京都道139号真光寺長津田線（鶴川街道）：真光寺十字路交差点
- 神奈川県道137号上麻生連光寺線：黒川交差点（尻手黒川道路交点） - 若葉台駅南交差点
- バイパス交点：若葉台入口交差点、稲城福祉センター入口交差点、稲城市役所西交差点
- 東京都道9号川崎府中線バイパス（稲城大橋通り）：稲城大橋下新田交差点
- 東京都道124号稲城読売ランド前停車場線：よみうりランド入口交差点
- 東京都道9号川崎府中線（川崎街道）：矢野口交差点
- 東京都道120号下石原小島線：多摩川小入口交差点付近
- 東京都道12号調布田無線バイパス[調布保谷線]（武蔵境通り）：下石原1丁目交差点
- 東京都道119号北浦上石原線（旧甲州街道）：下石原1丁目交差点 - 小島町1丁目交差点
- 東京都道12号調布田無線：小島町1丁目交差点 - 小島町交差点
- 国道20号（甲州街道）：小島町交差点

バイパス
- 本線交点：若葉台入口交差点
- 東京都道137号上麻生連光寺線（天王橋）＝立体交差
- 東京都道18号府中町田線バイパス（南多摩尾根幹線道路）：多摩東公園交差点
- 東京都道137号上麻生連光寺線（坂浜聖ヶ丘橋）＝立体交差
- 本線交点：稲城福祉センター入口交差点、稲城市役所西交差点
- 東京都道9号川崎府中線バイパス（稲城大橋通り）：稲城市稲城大橋入口交差点
- 東京都道124号稲城読売ランド前停車場線：榎戸交差点
- 本線交点、東京都道9号川崎府中線（川崎街道）：矢野口交差点

### 通過する自治体
- 東京都
  - 町田市
- 神奈川県
  - 川崎市（麻生区）
- 東京都
  - 稲城市
  - 調布市

### 主な他交通機関との接点・近接点
- 京王線（調布駅 - 西調布駅間） - （東京都調布市小島町）＝立体交差
- JR南武線（矢野口駅 - 稲田堤駅間） - （東京都稲城市矢野口）＝立体交差
- JR武蔵野線（貨物線）（梶ヶ谷貨物ターミナル駅 - 府中本町駅間） - （東京都稲城市百村）＝立体交差
- 京王相模原線（稲城駅 - 若葉台駅間） - （神奈川県川崎市麻生区）＝立体交差
- 小田急多摩線（黒川駅 - はるひ野駅間） - （神奈川県川崎市麻生区）＝立体交差

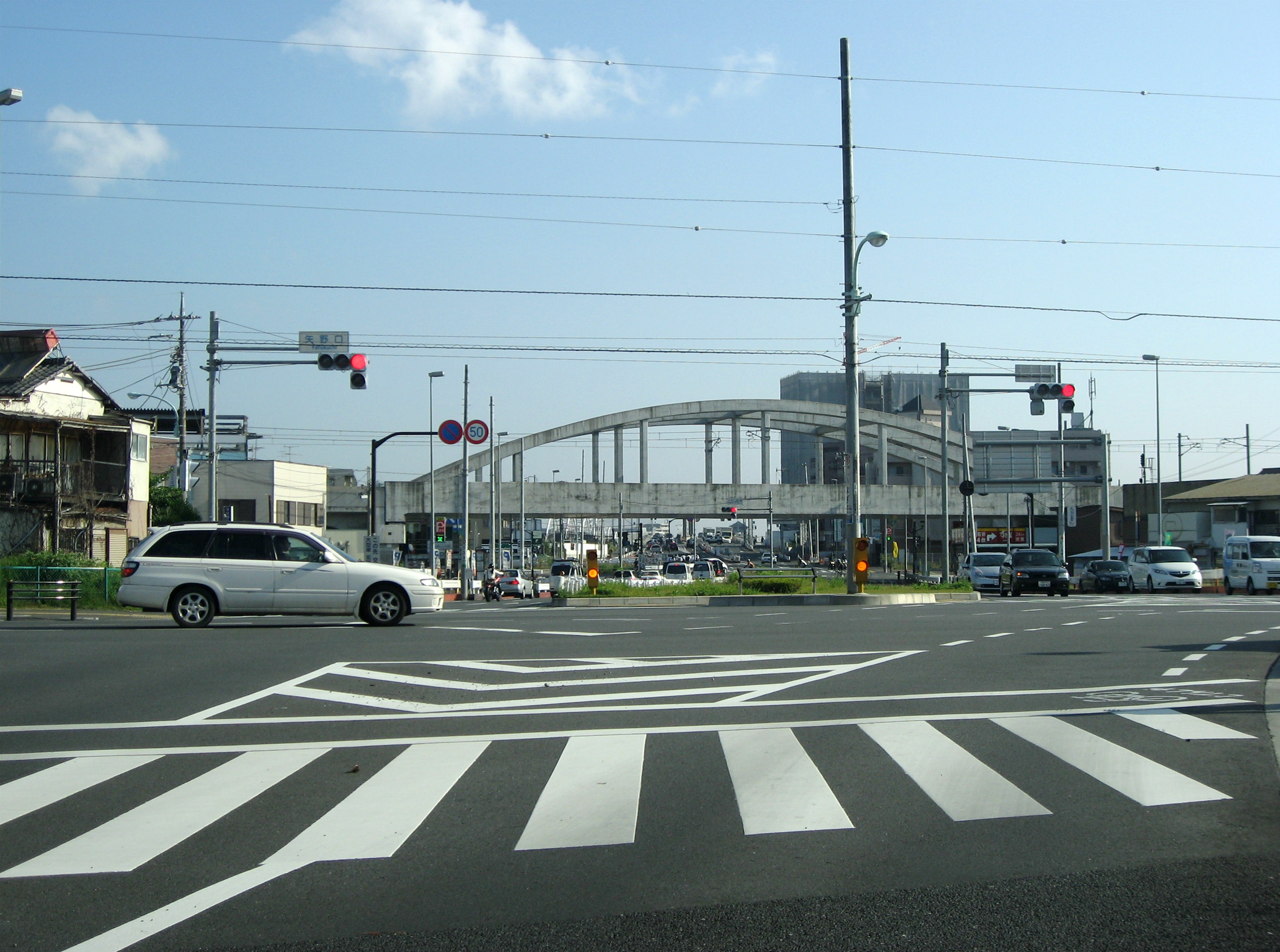
矢野口交差点。稲城市から多摩川原橋方向に向かって撮影（2008年10月19日）。JR南武線の高架橋と交差している。
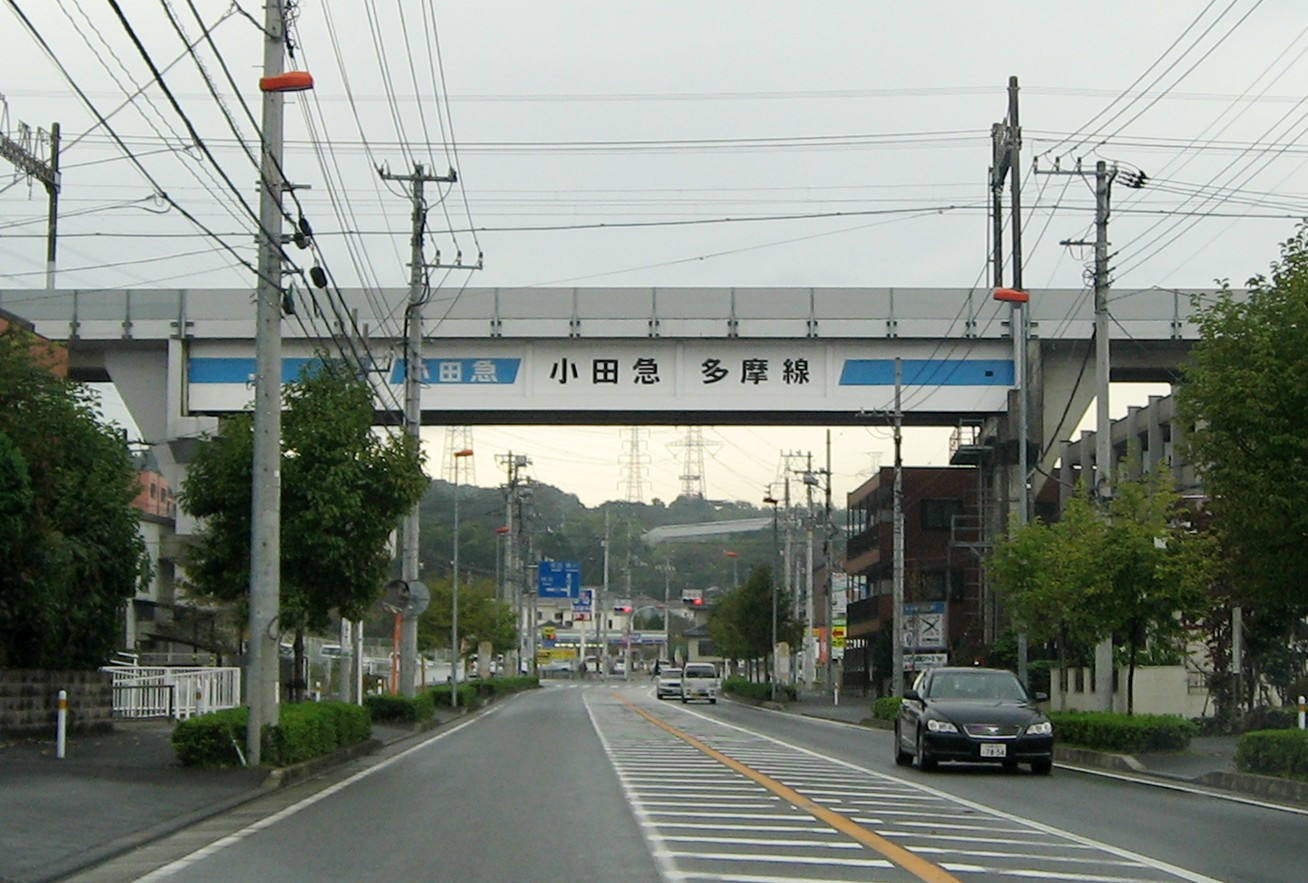
小田急多摩線の高架橋と立体交差。北東方向から撮影（2008年10月26日）

## その他
- JR南武線矢野口駅付近の立体交差事業[4]が2005年（平成17年）10月9日に完成し、踏切が撤去された。また、1993年（平成5年）より着手していた多摩川原橋の2車線から4車線への拡幅工事[5]が、2006年（平成18年）4月23日に完成した。これにより、この近辺の慢性的な渋滞が解消された。橋の開通に合わせ、矢野口から南側は多摩ニュータウンへと続く都市計画道路（多摩都市計画道路3・1・6号南多摩尾根幹線）の新設街路に接続された。

- 調布市の京王線との交差部分はかつては踏切で交差していたが、東京都の「踏切すいすい事業」として、京王線の地下化工事に先立って仮設の跨線橋（ユニットとして組み立ることにより短期間で施工可能で、撤去後も他の箇所で使用できる跨線橋）を利用して暫定的な立体化を行い、2003年3月30日に「調布鶴川陸橋」として完成した。2012年8月19日の京王線の地下化に伴い2013年に陸橋が撤去され、平坦な道へと改良された。